# Santa Oliva
Santa Oliva és un municipi de la comarca del Baix Penedès. Està situat entre els municipis d'Albinyana, el Vendrell, Bellvei, Banyeres del Penedès i la Bisbal del Penedès.

## Geografia
- Llista de topònims de Santa Oliva (Orografia: muntanyes, serres, collades, indrets..; hidrografia: rius, fonts...; edificis: cases, masies, esglésies, etc).

| Entitat de població       | Habitants (2023) |
| les Pedreres              | 1.937            |
| Santa Oliva               | 1.190            |
| Sant Jordi                | 330              |
| el Camí dels Molins       | 127              |
| la Carretera del Vendrell | 39               |
| el Molí d'en Serra        | 9                |
| l'Arbornar                | 0                |
| Font: Idescat             |                  |

## Demografia
| 1497 f | 1515 f | 1553 f | 1717 | 1787 | 1857 | 1877 | 1887 | 1900 | 1910 |
| ------ | ------ | ------ | ---- | ---- | ---- | ---- | ---- | ---- | ---- |
| 14     | 21     | 30     | 111  | 308  | 579  | 686  | 704  | 635  | 606  |

| 1920 | 1930 | 1940 | 1950 | 1960 | 1970 | 1981  | 1990  | 1992  | 1994  |
| ---- | ---- | ---- | ---- | ---- | ---- | ----- | ----- | ----- | ----- |
| 539  | 530  | 491  | 502  | 508  | 771  | 1.127 | 1.443 | 1.526 | 1.526 |

| 1996  | 1998  | 2000  | 2002  | 2004  | 2006  | 2008  | 2010  | 2012  | 2014  |
| ----- | ----- | ----- | ----- | ----- | ----- | ----- | ----- | ----- | ----- |
| 1.828 | 1.972 | 2.101 | 2.286 | 2.598 | 2.907 | 3.133 | 3.327 | 3.322 | 3.287 |

| 2016  | 2018  | 2020  | 2022  | 2024  | 2026 | 2028 | 2030 | 2032 | 2034 |
| ----- | ----- | ----- | ----- | ----- | ---- | ---- | ---- | ---- | ---- |
| 3.260 | 3.328 | 3.353 | 3.560 | 3.672 | -    | -    | -    | -    | -    |

## Administració
| Període     | Alcalde o alcaldessa                       | Partit polític | Data de possessió | Observacions |
| ----------- | ------------------------------------------ | -------------- | ----------------- | ------------ |
| 1979–1983   | Manuel Laliga Sahuquillo                   | CIU            | 19/04/1979        | --           |
| 1983–1987   | Pere Martí Benach Malivern                 | PSC            | 28/05/1983        | --           |
| 1987–1991   | Pere Martí Benach Malivern                 | PSC            | 30/06/1987        | --           |
| 1991–1995   | Pere Martí Benach Malivern                 | PSC            | 15/06/1991        | --           |
| 1995–1999   | Albert Domènech Díaz / Fernando Levis Rios | CIU i PSC      | 17/06/1995        | --           |
| 1999–2003   | Fernando Levis Rios                        | PSC            | 03/07/1999        | --           |
| 2003–2007   | Cristina Carreras Haro                     | PSC            | 14/06/2003        | --           |
| 2007–2011   | Cristina Carreras Haro                     | PSC            | 16/06/2007        | --           |
| 2011–2015   | Isabel Cubero Lavado / Juan Cobos Martín   | CIU i PP       | 11/06/2011        | --           |
| 2015–2019   | Cristina Carreres Haro                     | PSC            | 13/06/2015        | --           |
| 2019-2023   | Josep Carreras Benach                      | ERC            | 15/06/2019        | --           |
| Des de 2023 | n/d                                        | n/d            | 17/06/2023        | --           |

## Política
| Candidatura | Candidatura                          | Cap de llista           | Vots  | Regidors | % vots |
| ----------- | ------------------------------------ | ----------------------- | ----- | -------- | ------ |
|             | Partit dels Socialistes de Catalunya | Cristina Carreres Haro  | 399   | 3        | 25,91% |
|             | Esquerra Republicana de Catalunya    | Josep Carreras Benach   | 318   | 3        | 20,65% |
|             | Convergència i Unió                  | Isabel Cubero Lavado    | 315   | 2        | 20,45% |
|             | Iniciativa per Catalunya Verds       | Virginia Moreno Navarro | 232   | 2        | 15,06% |
|             | PP                                   | Juan Cobos Martín       | 180   | 1        | 11,69% |
|             | Plataforma per Catalunya             |                         | 74    | -        | 4,81%  |
|             | En blanc                             |                         | 22    |          | 1,43%  |
|             | Nul                                  |                         | 41    |          | 2,59%  |
| Total       | Total                                | 1.581                   | 1.581 | 11       |        |

## Economia
Segons les dades de l'últim trimestre de 2019 de l'Observatori del Treball de la Generalitat, Santa Oliva era el desè municipi amb la taxa més alta de desocupats de Catalunya, un 20,55%. En el rànquing dels deu municipis catalans amb més atur, encapçalat per La Vajol (Alt Empordà), amb un 34,15 %, els deu primers tenien menys de 600 habitants, a excepció del Montmell (Baix Penedès), en tercer lloc (amb 1.512 empadronats i un 29,58 % de desocupats) i Santa Oliva, en desè (amb 3.320 veïns).

## Festa major
El darrer dijous d'agost se celebra el Vot del Poble, origen de la seva Festa Major, quan la Mare de Déu del Remei va protegir la vila del còlera que va afectar greument Vilanova i la Geltrú en 1854.

## Llocs d'interès
- Centre històric de Santa Oliva
- Espai Temàtic Eines per a la Construcció dels Germans Boada.[7]

## L'Albornar
L'Albornar és un sector planer situat a 1 km al nord-oest del poble, entre la riera de la Bisbal i l'autopista AP-7 sud. El sector central, amb una superfície aproximada de 2 km², pertany al terme municipal de Santa Oliva (enclavament) i resta envoltat pels termes municipals de la Bisbal del Penedès, Albinyana i Banyeres del Penedès.
El nom (topònim) li ve de l'antiga Masia de l'Albornar, un edifici declarat Bé Cultural d'Interès Local (BCIL) i que ara resta dins les istal·lacions del circuit de proves automobilístiques (A+ IDIADA). El sector figura al Nomenclàtor estadístic d'entitats de població de Catalunya com una entitat de població amb dos nuclis: l'Albornar i Idiada.